# Dlouhý pochod 2D
Dlouhý pochod 2D (čínsky: 长征二号丁火箭), také známá jako Changzheng 2D, CZ-2D a LM-2D je čínská orbitální raketa používaná hlavně k vynášení nákladů na nízkou a slunečně synchronní oběžnou dráhu. Jedná se o dvoustupňovou verzi Dlouhého pochodu 4A.

## Popis stupňů
První stupeň rakety Dlouhý pochod 2D měří na výšku 27,91 metru a v průměru má 3,35 metru. Je vybeven čtyřmi motory YF-21, tyto motory spalují asymetrický dimethylhydrazin jako palivo a oxid dusičitý jako okysličovadlo. Celkový tah motorů na prvním stupni je 2 961 kilonewtonů. Nádrže na tomto stupni pojmou 182 000 kilogramů paliva a okysličovadla.
Druhý stupeň má na výšku 10,9 metru a stejný průměr jako první stupeň, tedy 3,35 metru. Je vybaven jedním motorem YF-22C s tahem 742 kilonewtonů a čtyřmi verniérovými motorky YF-23C s celkovým tahem 47 kilonewtonů. Všechny motory spalují směs asymetrického dimethylhydrazinu a oxidu dusičitého. Nádrže druhého stupně pojmou 52 700 kilogramů pohonných hmot.
Raketu Dlouhý pochod 2D je možno doplnit o třetí stupeň YZ-3. Ten byl použit zatím pouze jednou při letu s družicemi Yunhai-2 01-06 a Hongyan-1. Tento stupeň je vybaven jedním motorem YF-50D s tahem 6,5 kilonewtonů a specifckým impulsem 315,5 sekundy. Tento motor stejně jako motory na předchozích dvou stupních spaluje směs asymetrického dimethylhydrazinu a oxidu dusičitého.

## Seznam letů
| číslo startu | Datum (UTC)              | rampa, kosmodrom | náklad | orbita | výsledek          |
| ------------ | ------------------------ | ---------------- | --- | ------ | ----------------- |
| 1            | 9. srpna 1992 08:00      | LA-2/138, JSLC   | FSW-2 No.1 | LEO    | Úspěšná           |
| 2            | 3. července 1994 08:00   | LA-2/138, JSLC   | FSW-2 No.2 | LEO    | Úspěšná           |
| 3            | 20. října 1996 07:20     | LA-2/138, JSLC   | FSW-2 No.3 | LEO    | Úspěšná           |
| 4            | 3. listopadu 2003 07:20  | LA-4/SLS-2, JSLC | FSW-3 No.1 | LEO    | Úspěšná           |
| 5            | 27. září 2004 08:00      | LA-4/SLS-2, JSLC | FSW-3 No.2 | LEO    | Úspěšná           |
| 6            | 5. července 2005 22:40   | LA-4/SLS-2, JSLC | Shijian 7 | SSO    | Úspěšná           |
| 7            | 29. srpna 2005 08:45     | LA-4/SLS-2, JSLC | FSW-3 No.3 | LEO    | Úspěšná           |
| 8            | 25. května 2007 07:12    | LA-4/SLS-2, JSLC | Yaogan 2 ZDPS-1 | SSO    | Úspěšná           |
| 9            | 5. listopadu 2008 00:15  | LA-4/SLS-2, JSLC | Shiyan-3 Chuangxin-1-02 | SSO    | Úspěšná           |
| 10           | 1. prosince 2008 04:42   | LA-4/SLS-2, JSLC | Yaogan 4 | SSO    | Úspěšná           |
| 11           | 9. prosince 2009 08:42   | LA-4/SLS-2, JSLC | Yaogan 7 | SSO    | Úspěšná           |
| 12           | 15. července 2010 01:39  | LA-4/SLS-2, JSLC | Shijian 12 | SSO    | Úspěšná           |
| 13           | 24. srpna 2010 07:10     | LA-4/SLS-2, JSLC | Tianhui-1A | SSO    | Úspěšná           |
| 14           | 22. září 2010 02:42      | LA-4/SLS-2, JSLC | Yaogan 11 ZDPS-1A ZDPS-1B | SSO    | Úspěšná           |
| 15           | 20. listopadu 2011 00:15 | LA-4/SLS-2, JSLC | Shiyan-4 Chuangxin-1-03 | SSO    | Úspěšná           |
| 16           | 6. května 2012 07:10     | LA-4/SLS-2, JSLC | Tianhui-1B | SSO    | Úspěšná           |
| 17           | 29. září 2012 04:12      | LA-4/SLS-2, JSLC | VRSS-1 | SSO    | Úspěšná           |
| 18           | 18. prosince 2012 16:13  | LA-4/SLS-2, JSLC | Göktürk-2 | SSO    | Úspěšná           |
| 19           | 26. dubna 2013 04:13     | LA-4/SLS-2, JSLC | Gaofen 1 TurkSat-3USat NEE-01 Pegaso CubeBug-1                                                                                       | SSO    | Úspěšná           |
| 20           | 25. listopadu 2013 02:12 | LA-4/SLS-2, JSLC | Shiyan-5 | SSO    | Úspěšná           |
| 21           | 4. září 2014 00:15       | LA-4/SLS-2, JSLC | Chuangxin-1-04 Lingqiao | SSO    | Úspěšná           |
| 22           | 20. listopadu 2014 07:12 | LA-4/SLS-2, JSLC | Yaogan 24 | SSO    | Úspěšná           |
| 23           | 14. září 2015 04:42      | LA-4/SLS-2, JSLC | Gaofen 9 | SSO    | Úspěšná           |
| 24           | 7. října 2015 04:13      | LA-4/SLS-2, JSLC | Jilin-1A Jilin-1B Jilin-1C Jilin-1D                                                                                                  | SSO    | Úspěšná           |
| 25           | 26. října 2015 07:10     | LA-4/SLS-2, JSLC | Tianhui-1C | SSO    | Úspěšná           |
| 26           | 17. prosince 2015 00:12  | LA-4/SLS-2, JSLC | DAMPE | SSO    | Úspěšná           |
| 27           | 5. dubna 2016 17:38      | LA-4/SLS-2, JSLC | Shijian 10 | LEO    | Úspěšná           |
| 28           | 15. května 2016 02:43    | LA-4/SLS-2, JSLC | Yaogan 30 | SSO    | Úspěšná           |
| 29           | 15. srpna 2016 17:40     | LA-4/SLS-2, JSLC | QSS, LiXing-1, 3Cat-2 | SSO    | Úspěšná           |
| 30           | 11. listopadu 2016 23:14 | LA-4/SLS-2, JSLC | Yunhai-1-01 | SSO    | Úspěšná           |
| 31           | 21. prosince 2016 19:22  | LA-4/SLS-2, JSLC | TanSat | SSO    | Úspěšná           |
| 32           | 28. prosince 2016 03:23  | LA-9, TSLC       | SuperView-1 01 SuperView-1 02 BY70-1                                                                                                 | SSO    | Částečný neúspěch |
| 33           | 9. října 2017 04:13      | LA-4/SLS-2, JSLC | VRSS-2 | SSO    | Úspěšná           |
| 34           | 3. prosince 2017 04:11   | LA-4/SLS-2, JSLC | LKW-1 | SSO    | Úspěšná           |
| 35           | 23. prosince 2017 04:14  | LA-4/SLS-2, JSLC | LKW-2 | SSO    | Úspěšná           |
| 36           | 9. ledna 2018 03:24      | LA-9, TSLC       | SuperView-1 03 SuperView-1 04 | SSO    | Úspěšná           |
| 37           | 13. ledna 2018 07:10     | LA-4/SLS-2, JSLC | LKW-3 | SSO    | Úspěšná           |
| 38           | 2. února 2018 07:51      | LA-4/SLS-2, JSLC | CSES (Zhangheng 1) | SSO    | Úspěšná           |
| 39           | 17. března 2018 07:10    | LA-4/SLS-2, JSLC | LKW-4 | SSO    | Úspěšná           |
| 40           | 2. června 2018 04:13     | LA-4/SLS-2, JSLC | Gaofen 6 Luojia 1 | SSO    | Úspěšná           |
| 41           | 19. listopadu 2018 23:40 | LA-4/SLS-2, JSLC | Shiyan 6 Jiading 1 Tianzhi-1 | SSO    | Úspěšná           |
| 42           | 7. prosince 2018 04:12   | LA-4/SLS-2, JSLC | SaudiSat 5A SaudiSat 5B | SSO    | Úspěšná           |
| 43           | 29. prosince 2018 08:00  | LA-4/SLS-2, JSLC | Yunhai-2 01-06 Hongyan-1 | LEO    | Úspěšná           |
| 44           | 25. září 2019 00:54      | LA-4/SLS-2, JSLC | Yunhai-1-02 | SSO    | Úspěšná           |
| 45           | 15. ledna 2020 02:53     | LA-9, TSLC       | Jilin-1 Wideband 01 ÑuSat-7 ÑuSat-8                                                                                                  | SSO    | Úspěšná           |
| 46           | 19. února 2020 21:07     | LA-3, XSLC       | XJSS C XJSS D XJSS E XJSS F | LEO    | Úspěšná           |
| 47           | 31. května 2020 08:53    | LA-4/SLS-2, JSLC | Gaofen 9-02 HEAD-4 | SSO    | Úspěšná           |
| 48           | 17. června 2020 07:19    | LA-4/SLS-2, JSLC | Gaofen 9-03 HEAD-5 ZDPS-3 | SSO    | Úspěšná           |
| 49           | 4. července 2020 23:44   | LA-4/SLS-2, JSLC | Shiyan 6-02 | SSO    | Úspěšná           |
| 50           | 6. srpna 2020 04:01      | LA-4/SLS-2, JSLC | Gaofen 9-04 | SSO    | Úspěšná           |
| 51           | 23. srpna 2020 02:27     | LA-4/SLS-2, JSLC | Gaofen 9-05 Tiantuo 5 | SSO    | Úspěšná           |
| 52           | 11. června 2021 03:03    | LA-9, TSLC       | Beijing-3A Hisea-2 Yang Wang-1 Tianjian (TKSY01-TJ)                                                                                  | SSO    | Úspěšná           |
| 53           | 3. července 2021 02:51   | LA-9, TSLC       | Jilin-1 Kuanfu-01B Jilin-1 Gaofen-03D × 3 Xingshidai-10                                                                              | SSO    | Úspěšná           |
| 54           | 29. července 2021 04:01  | LA-4/SLS-2, JSLC | Tianhui-1D | SSO    | Úspěšná           |
| 55           | 14. října 2021 10:51     | LA-9, TSLC       | CHASE (Chinese Hα Solar Explorer) Golden Bauhinia-2 Guidao Daqi Midu TSW HEAD-2E HEAD-2F MOTS QX-1 SSS-1 SSS-2A Tianshu-1 Tianyuan-1 | SSO    | Úspěšná           |
| 56           | 6. listopadu 2021 03:00  | LA-3, XSLC       | Yaogan 35A Yaogan 35B Yaogan 35C | LEO    | Úspěšná           |
| 57           | 29. prosince 2021 11:13  | LA-4/SLS-2, JSLC | Tianhui-4 | SSO    | Úspěšná           |
| 58           | 17. ledna 2022 02:35     | LA-9, TSLC       | Shiyan 13 | SSO    | Úspěšná           |
| 59           | 5. května 2022 02:38     | LA-9, TSLC       | Jilin-1 Kuanfu-01C Jilin-1 Gaofen-03D × 7                                                                                            | SSO    | Úspěšná           |
| 60           | 23. června 2022 02:22    | LA-3, XSLC       | Yaogan 35-02A Yaogan 35-02B Yaogan 35-02C                                                                                            | LEO    | Úspěšná           |
| 61           | 29. července 2022 13:28  | LA-3, XSLC       | Yaogan 35-03A Yaogan 35-03B Yaogan 35-03C                                                                                            | LEO    | Úspěšná           |
| 62           | 19. srpna 2022 17:37     | LA-3, XSLC       | Yaogan 35-04A Yaogan 35-04B Yaogan 35-04C                                                                                            | LEO    | Úspěšná           |
| 63           | 24. srpna 2022 03:01     | LA-9, TSLC       | Beijing-3B | SSO    | Úspěšná           |
| 64           | 6. září 2022 04:19       | LA-3, XSLC       | Yaogan 35-05A Yaogan 35-05B Yaogan 35-05C                                                                                            | LEO    | Úspěšná           |
| 65           | 20. září 2022 23:15      | LA-4/SLS-2, JSLC | Yunhai-1 03 | SSO    | Úspěšná           |
| 66           | 26. září 2022 13:38      | LA-3, XSLC       | Yaogan 36-01A Yaogan 36-01B Yaogan 36-01C                                                                                            | LEO    | Úspěšná           |
| 67           | 8. října 2022 23:43      | LA-4/SLS-2, JSLC | ASO-S (Kuafu-1) | SSO    | Úspěšná           |
| 68           | 14. října 2022 19:12     | LA-3, XSLC       | Yaogan 36-02A Yaogan 36-02B Yaogan 36-02C                                                                                            | LEO    | Úspěšná           |
| 69           | 29. října 2022 01:01     | LA-4/SLS-2, JSLC | Shiyan 20C | LEO    | Úspěšná           |
| 70           | 27. listopadu 2022 12:23 | LA-3, XSLC       | Yaogan 36-03A Yaogan 36-03B Yaogan 36-03C                                                                                            | LEO    | Úspěšná           |
| 71           | 8. prosince 2022 18:31   | LA-9, TSLC       | Gaofen 5-01A | SSO    | Úspěšná           |
| 72           | 14. prosince 2022 18:25  | LA-3, XSLC       | Yaogan 36-04A Yaogan 36-04B Yaogan 36-04C                                                                                            | LEO    | Úspěšná           |
| 73           | 13. ledna 2023 07:00     | LA-4/SLS-2, JSLC | Yaogan 37 Shiyan 22A Shiyan 22B | LEO    | Úspěšná           |
| 74           | 15. ledna 2023 03:14     | LA-9, TSLC       | Beiyou-1 Jilin-1 Gaofen-03D 34 Jilin-1 Hongwai-A 07/08 Jilin-1 MF-02A 03/04/07 Luojia-3-01 Qilu-2/3 Rizhao-3 Golden Bauhinia-3/4/6   | SSO    | Úspěšná           |

## Galerie

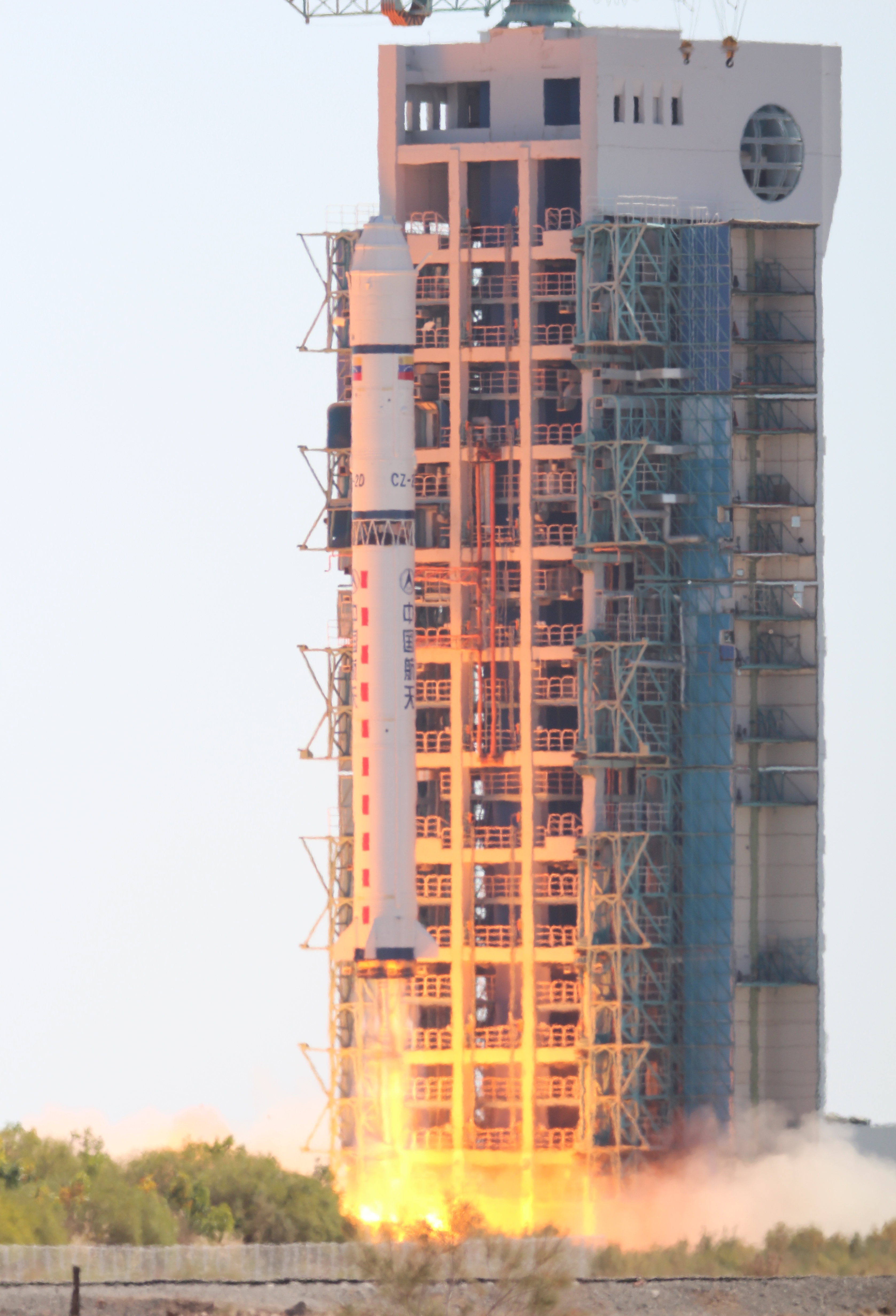
Start rakety Dlouhý pochod 2D.
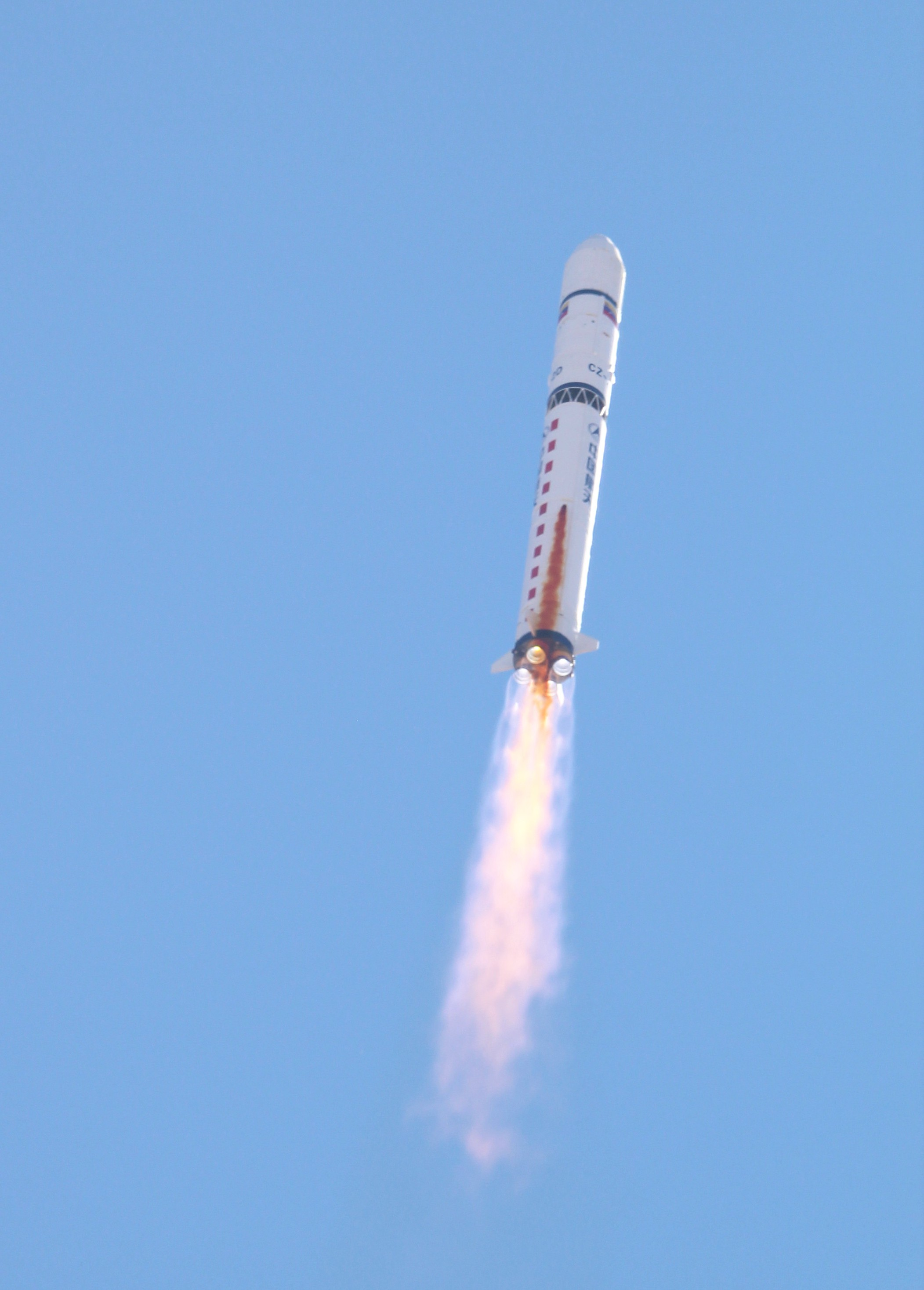
Start rakety Dlouhý pochod 2D.